# كينيث ناش
كينيث نـاش (بالإنجليزية: Kenneth Nash)‏ هو عازف جاز أمريكي، ولد في القرن العشرين.